# Nils Halla

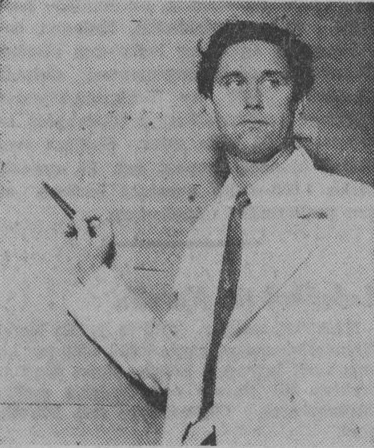
Nils Halla

Nils Bernhard Halla, född 8 juli 1912 i Mjöbäcks församling, Älvsborgs län, död 8 mars 1987 i Vänersborg, var en svensk arkitekt.
Halla studerade vid Chalmers tekniska institut, Kungliga Tekniska högskolan samt i utlandet. Han var medarbetare vid ett flertal utställningar och arbetade som nyttokonstnär inom textilbranschen. Han blev arkitekt i Kungliga Egnahemsstyrelsen 1941 och t.f. byråingenjör vid styrelsens byggnadskontor 1943, utredningssekreterare i Socialdepartementet samt biträdande länsarkitekt i Malmö och samtidigt verkställande ledamot i styrelsen för Skånes regionplaneinstitut. Han blev stadsarkitekt i Lysekils stad 1966, och bidrog där i planeringen av Scanraff och stadens översiktliga planering. Han var ledamot av styrelsen för Vänersborgs västra socialdemokratiska förening. Han sysslade särskilt med lantkökens inredning och planering av kollektiva tvätterier. Tillsammans med Bengt Edman ritade han Överlida kyrka.